# Alces River
Der Alces River ist ein etwa 65 km langer linker Nebenfluss des Peace River im Peace River Regional District im Nordosten der kanadischen Provinz British Columbia. Der Fluss trägt den lateinischen Namen (Gattungsname) des Elches (Alces americanus).

## Flusslauf
Der Alces River entspringt im Hügelland östlich der Kanadischen Rocky Mountains auf einer Höhe von etwa 870 m. Von dort fließt er in überwiegend südlicher Richtung, bevor er schließlich 39 km östlich von Taylor in den Peace River mündet. Die Mündung liegt 4 km von der weiter östlich gelegenen Provinzgrenze zu Alberta entfernt. Westlich des Alces River verläuft der Beatton River.

## Hydrologie
Der Alces River entwässert ein Areal von etwa 700 km². Am Pegel 07FD004 33 km oberhalb der Mündung beträgt der mittlere Abfluss 0,615 m³/s. Gewöhnlich treten im Mai die größten Abflüsse auf.